# سيلسو أغيري بيرنال
سيلسو أغيري بيرنال (بالإسبانية: Celso Aguirre Bernal)‏ هو مؤرخ مكسيكي، ولد في 1916، وتوفي في 1997.